# 茂明安部
茂明安部，又译毛名安，意为“歹的千户”，是明代、清朝初年蒙古部落，後设茂明安旗。
成吉思汗长弟拙赤合撒儿16世孙车根时，所部号称“茂明安”，游牧在呼伦贝尔及其以北尼布楚河流域。后金天聪七年（1633年），车根率属归附皇太极，移牧科尔沁。清康熙三年（1664年），清廷封车根长子僧格为札萨克一等台吉，赐牧于艾布盖河源，属乌兰察布盟。有爵二、札萨克一等台吉和多罗贝勒。 
札萨克驻牧彻特塞哩。雍正十三年（1735年），清廷指定给茂明安旗的牧地是：在张家口外800里。东界喀尔喀右翼、西界乌拉特、南界归化土默特、北界瀚海。中华人民共和国成立后，内蒙古自治区将其与达尔罕旗（原名喀尔喀右翼旗）合并为达尔罕茂明安联合旗。